# Pan candeal

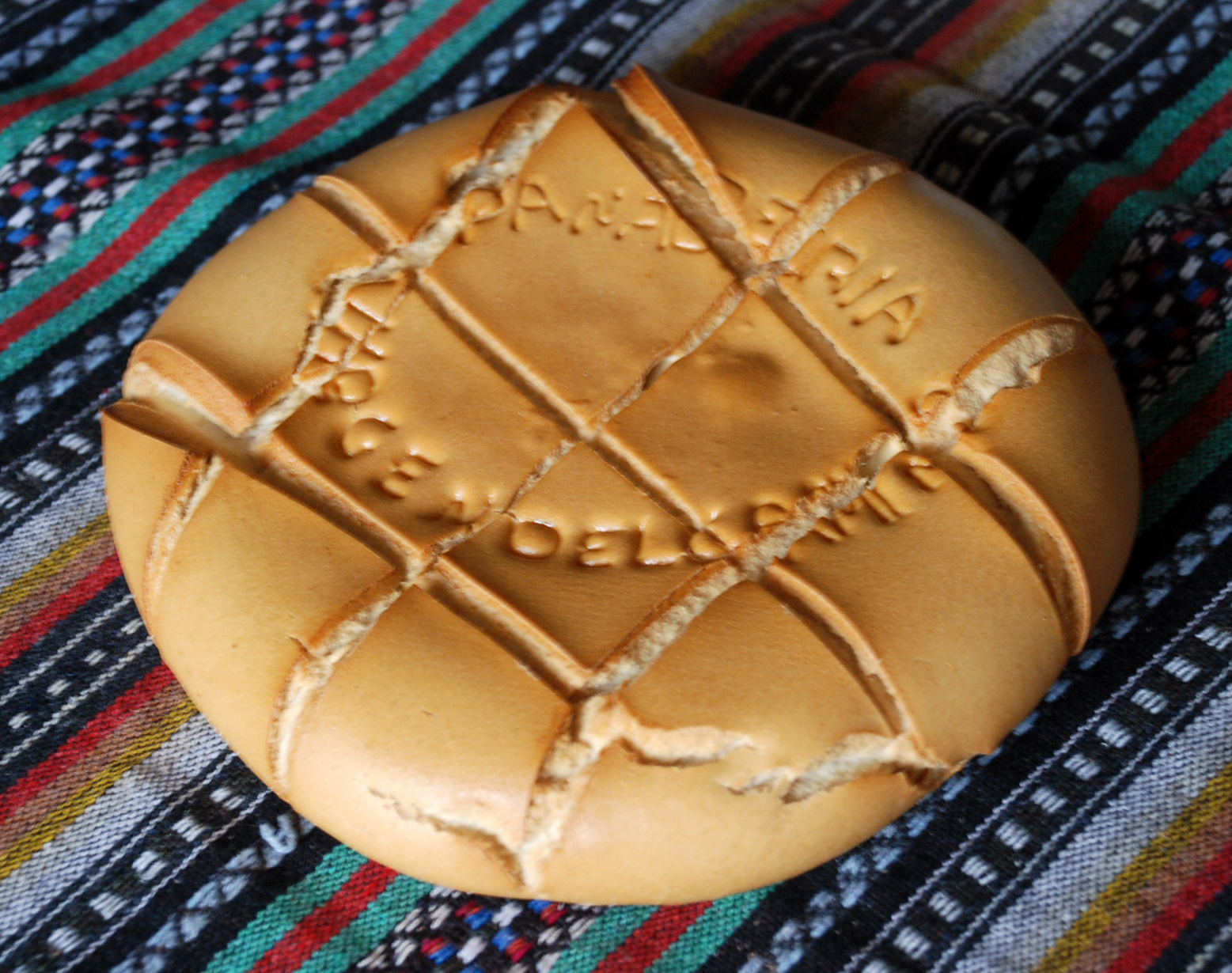
Pan bregao de Castrillo de Villavega (Palencia).

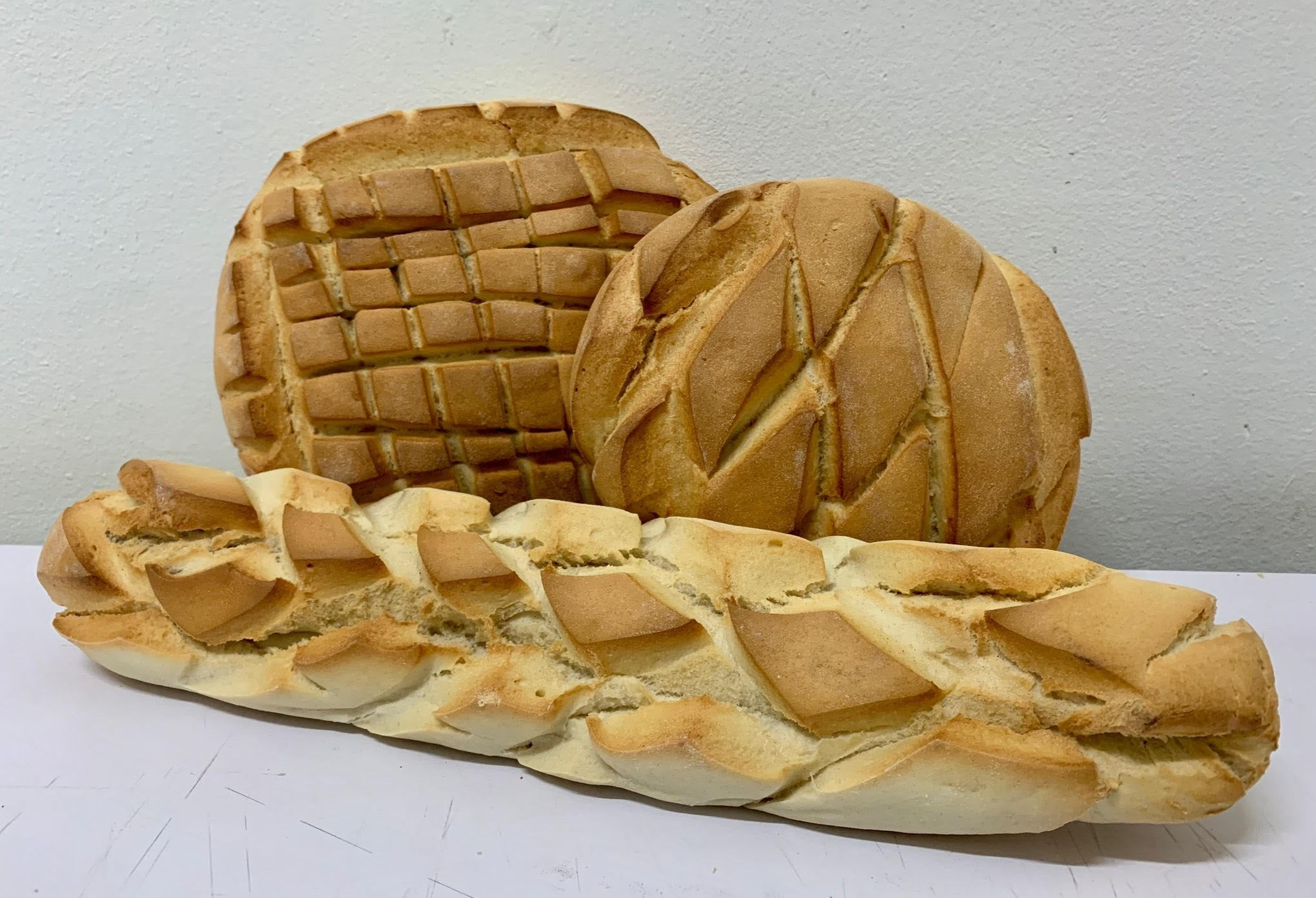
Panes hiñidos de Zamora.

El pan candeal, sobado o bregado es un tipo de pan blanco que se caracteriza por una baja hidratación, textura densa y larga durabilidad. Su elaboración difiere de la de otros panes por un único levado y por un proceso de «refinamiento», por el cual se compacta y endurece la masa. En este sentido, es por definición el opuesto al pan de flama o de masa blanda (el pan común). El pan candeal tiene una miga densa, apretada, sin alveolatura, y una corteza crujiente, de superficie muy lisa y color dorado. A menudo presenta greñas (cortes superficiales) con formas geométricas. Los panes candeales se comercializan en formato redondo, barra, cuadrado, rosca, en espiga o trenzas, entre otras presentaciones. Se elaboraba habitualmente con harina de trigo candeal, que tiene menos fuerza –gluten– que la harina convencional, pero mayor contenido de proteínas.
Por su aroma, sabor e historia, el pan candeal se considera un emblema de la panadería tradicional española. Tiene su origen en la actual comunidad de Castilla y León, en donde se encuentran formatos como la libreta, la hogaza y el cuartal, el lechuguino, la rosca o la barra fabiola, entre otros. La tradición se extendió a otros lugares de la península ibérica, dando lugar a la telera de Córdoba, el bollo de Sevilla, el pan de la Mota y el pan de Cruz en La Mancha, el pan sobao de La Rioja y de Álava, el cornecho de Galicia o los bisaltos de Aragón. Es conocido como el «pan de la infancia» de muchos españoles. Sin embargo, su consumo ha disminuido mucho en la actualidad por su baja rentabilidad y difícil elaboración.

## Denominaciones
Es un pan de múltiples denominaciones regionales:
- Pan candeal o pan blanco. Por el tipo de harina usada, de trigo candeal.[1] «Candeal» proviene de cande, palabra arcaica para el color blanco (del latín candĭdus, en el sentido de 'blanco cándido, blanco brillante o puro').[7]

- Bregado, -ao y sobado, -ao. Se hacen referencia al proceso por el cual tiene que pasar la masa (la briega), entre el amasado previo y la fermentación posterior.
- Pan de miga dura o miga prieta (nombre técnico)[8]
- Pan español. Aparece registrado con este nombre en la legislación del pan de la época medieval,[5] y también es una denominación reconocida por la ley actual (Real Decreto 308/2019).[8]
- Otros nombres son Pan de Castilla, hace referencia al origen geográfico; pan hiñido –de heñir, «sobar con los puños la masa de pan»[9]– en Aliste y la Tierra de Alba (Región de León); pan macerado, -ao en Zaragoza y otras zonas del Aragón;[10][11] o también pa assaonat en el interior de la provincia de Valencia.[6]

## Historia

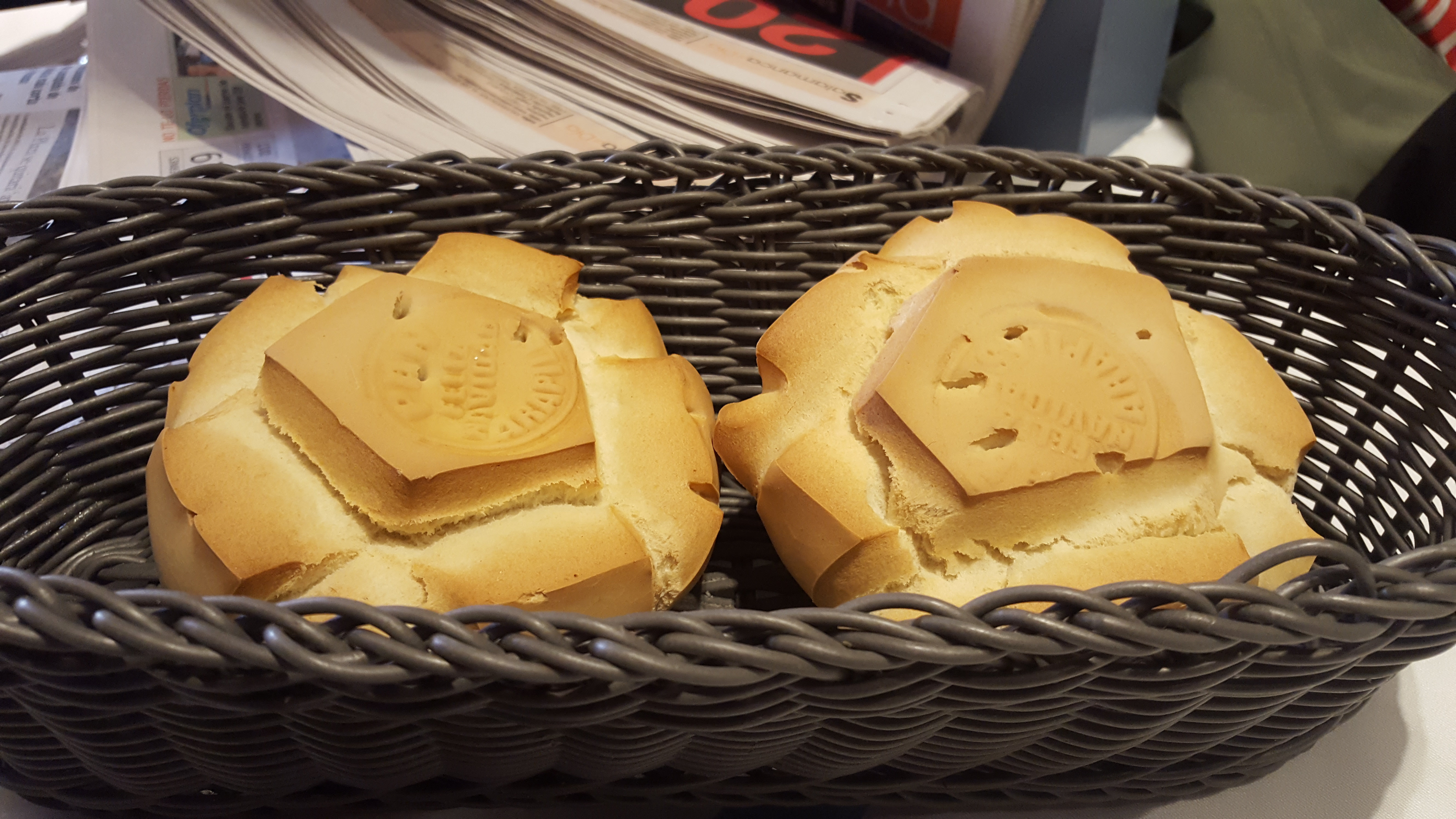
Panes de rescaños, Arapiles (Salamanca).

El pan candeal, bregado o sobado no tiene una gran historia escrita, pero se vincula a tierras de buenos trigos blandos y de tradición molinera. Precisamente por ello su origen se encuentra en la Meseta castellana, donde se tienen los primeros registros en la Edad Media. Desde lo que es actualmente Castilla y León, sería exportado al sur de la península y a Portugal. También se extendió su producción a las Islas Canarias. Durante los siglos xvi y xvii fue muy conocido y apreciado el pan castellano, en particular la tradición panadera de Valladolid. El trigo candeal siempre fue un producto privativo de las clases altas.
El pan candeal no llegaría a Andalucía hasta 1563, cuando la familia Fúcar, tesoreros reales de Felipe II de España, pagaron al panadero vallisoletano Francisco Mateo para que enseñase a elaborar el pan bregado a los panaderos andaluces. La receta se expandió rápidamente, y el pan candeal vivió su etapa dorada. Numerosos autores del Siglo de Oro escribieron versos dedicados al pan candeal. Los panes andaluces compitieron con los castellanos por ser los más reputados.
El pan bregado fue el pan dado a los soldados pues presenta la excepcional característica de durar días, incluso semanas. Especialmente las hogazas puede durar fácilmente siete días, lo que las hace también idóneas para el trabajo de campo y el pastoreo.

### Pan candeal en la Europa latina
Donde más tradición hay de este pan es en el norte de Portugal, y es conocido por varios nombres según el lugar: pão sovado, pão arregueifado o pão espanhol. En las zonas fronterizas de la Beira Alta se conoce como pão roda, mientras que en el Bajo Alentejo y el Algarve es conocido como pão de calo. Es un pan muy antiguo portugués, de baja hidratación y miga trabajada arduamente con rodillo. Por su larga vida útil, fue usado como sustituto de las galletas de mar por los tripulantes de los navíos. Un tipo de pan candeal portugués es la regueifa, usado en las romerías, y también existen otros formatos: la regueifiña, el redondo, la bica o el cacete que es la barra.
A la Normandía francesa llegó a través del Reino de Navarra en tiempos de Carlos II 'El Malo', casado con la francesa Juana de Valois. Dio lugar al llamado pain brié normando (también, pain de chapître, 'pan de cabildo'), muy similar al candeal. Los tercios españoles llevaron el pan candeal a Francia, Italia, Flandes y otros lugares de Europa. Incluso en el Magreb existe un pan derivado del candeal llamado pain espagnol. En Italia, el candeal es conocido como pane gramolato, pues se hace con la grama o gramola (bregadora), o también pane di pasta dura. Algunos pani di pasta dura son la coppia ferrarese, el barilino, la grissia monferrina o el baule mantovano, todos ellos panes del norte de Italia con peculiares formas torcidas. También en la isla de Cerdeña, un pan candeal es el coccoi a pitzus, barrocamente decorado para bodas y otros eventos. Pero donde hay más tradición de candeales es en los Montes Ibleos del sur de Sicilia, particularmente en las villas de Ragusa y Módica, donde son llamados u pani ri casa y se presentan en distintos formatos: u pistolu, rugnuni, cucchia, etcétera. Algunos de estos panes sicilianos tienen una función votiva, como el cucciddatu di Carrozza.

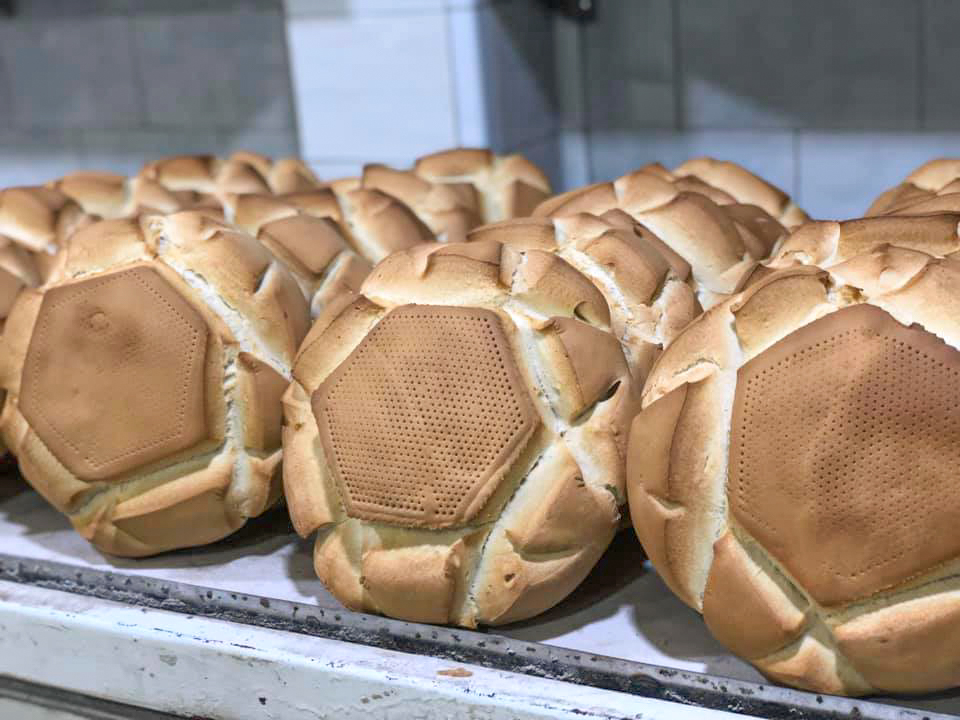
Pan candeal en Cazorla

### Desaparición
Antaño considerado por muchos como «el pan de su infancia», hoy el pan candeal ha desaparecido drásticamente de las panaderías españolas. Se debe en primer lugar una composición de materias primas más caras, pues requiere más harina que agua, y encima harina de tipo candeal. En enero de 2021, José Carlos Capel explicó para El País, en un artículo titulado «Salvemos el pan candeal», que el trigo candeal apenas se siembra debido a la baja rentabilidad que proporciona a los agricultores.
Según Ibán Yarza, «el pan candeal es una reliquia sentenciada a muerte (...)  es un tesoro que las nuevas generaciones no entienden, ni siquiera se valora en ámbitos gastronómicos determinados».

## Harina candeal
El pan candeal se hacía tradicionalmente con harina del trigo candeal (Triticum turgidum var. Durum L.), que tiene un alto contenido en proteínas y menos gluten que el trigo que se comercializa actualmente, y cuya harina tiene menos fuerza que la harina convencional. El trigo candeal es considerado una variedad de alta calidad, que solo se podía permitir la clase alta. También se describen variedades candeales de trigo común (Triticum aestivum). Si no se dispone de harina candeal, se puede usar una harina panificable más mundana, blanca y de fuerza medio alta.
Debido a las propiedades de la harina candeal, se reserva para el uso exclusivo de pan candeal. No obstante, el trigo candeal cada vez se cultiva menos, por lo que es difícil hacer la receta original de pan candeal. «En estos momentos, el pan candeal no debería denominarse así. El trigo candeal apenas se siembra debido a la baja rentabilidad que proporciona a los agricultores; deberíamos llamarlo pan bregado», comentó Joaquín Marcos, presidente de Panaderos de Salamanca (aespan) y propietario de la panadería Pan Arapiles, laureada en 2019 como «la panadería con el mejor pan candeal de España».  Bartolomé Méndez, molinero y propietario del Molino Eco-Coín, dice «las subvenciones tuvieron mucha culpa de su desaparición. Se primaron los trigos foráneos y se abandonaron las variedades locales».

## Elaboración

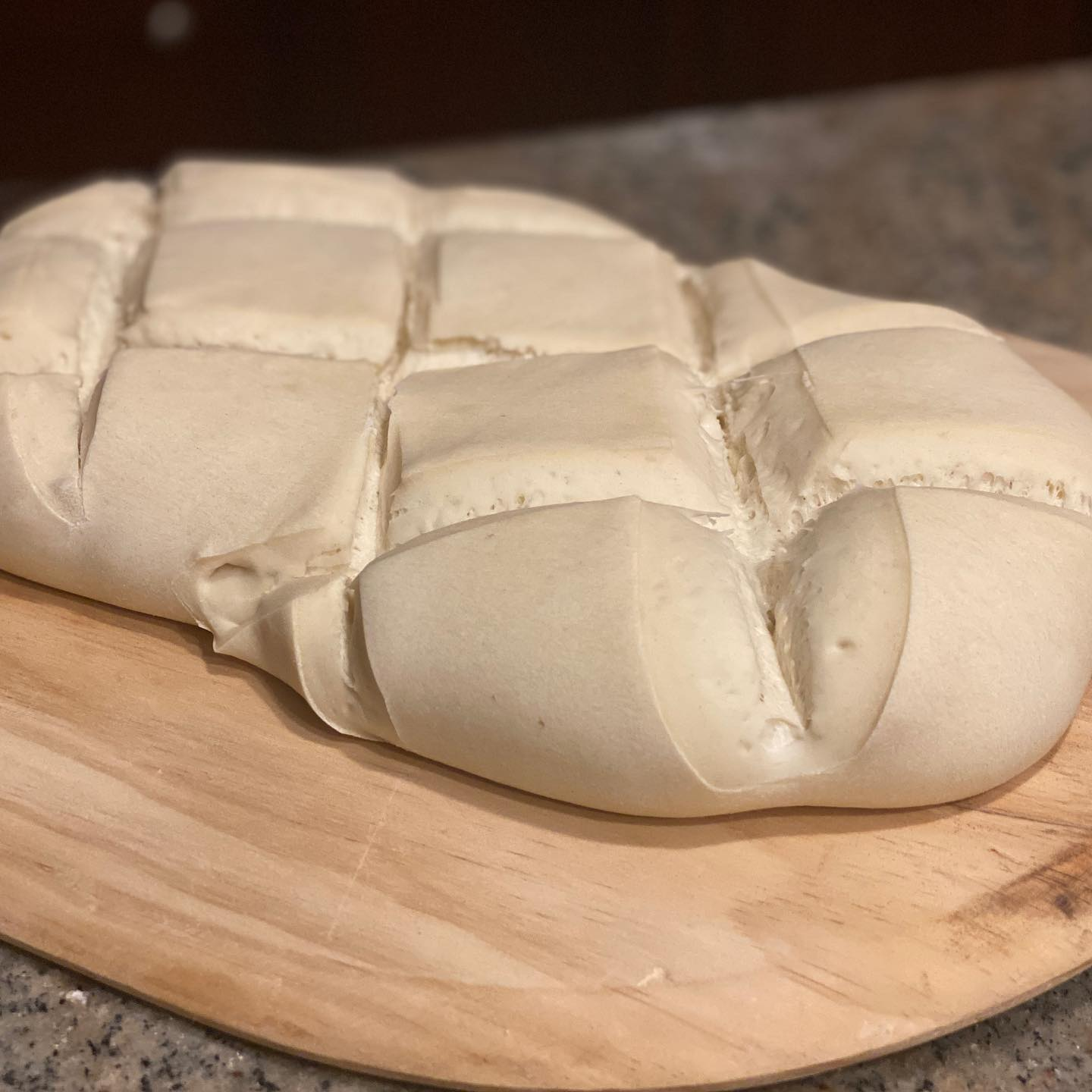
Masa candeal levando.

La elaboración es diferente a la del pan común y no permite mecanizar el proceso totalmente, y de hecho su producción es principalmente artesanal. La elaboración es considerada como difícil para los panaderos noveles.
Para formar la masa, se mezcla la harina con agua muy fría, en proporción 40-45 % agua respecto a la cantidad de harina. Por ello se considera un pan de baja hidratación. Se le puede agregar prefermento tipo biga.

### Refinado
La principal diferencia de este pan es que no se amasa, sino que se refina. También llamado bregar o sobar la masa. El refinamiento es una técnica consiste en estirar y doblar la masa sucesivas veces con un rodillo o una máquina de cilindros (breguil). De esta manera, sus componentes se van comprimiendo o prensando, a medida que la masa va expulsando las partículas de gas. El proceso se puede alargar hasta los 15-20 minutos, lo que equivale a una intensa fuerza física. Se sabe cuando la masa comienza a «tirarse peditos», es decir, expulsar las burbujas de gas. Se obtiene una masa de tacto sedoso, muy lisa y cohesionada, de textura similar a la arcilla.

### Greñado y moldeado
Los panes de baja hidratación necesitan unos cortes más profundos, que permitan una mejor evaporación durante el horneado. Es común greñar el pan candeal con dibujos de todo tipo, e incluso darle formas curiosas como la coppia, porque la dureza de la masa permite una gran maleabilidad. Por esta razón, también se le suelen aplicar estampas o sellos. A menudo la masa se pincha varias veces con una aguja saquera o palo de brocheta, lo que ayuda a su cocción. Este proceso se debe ejecutar inmediatamente después del refinado, antes de que la masa comience a fermentar. 

Ideas para greñar una libreta candeal.

### Levado
A diferencia de otros panes, el pan candeal se fermenta una única vez, nunca dos. De esa manera se evita que desarrolle alveolos en la miga; lo que se busca precisamente es una miga compacta. Para leudarlo, se tapa y se deja fermentando poco menos de una hora, según el peso y la temperatura ambiente.

### Horneado
Se cuece a alrededor de 200 °C durante 30 a 40 minutos según el peso del pan/panes.

## Variedades
En Castilla y León:
- Barra de picos

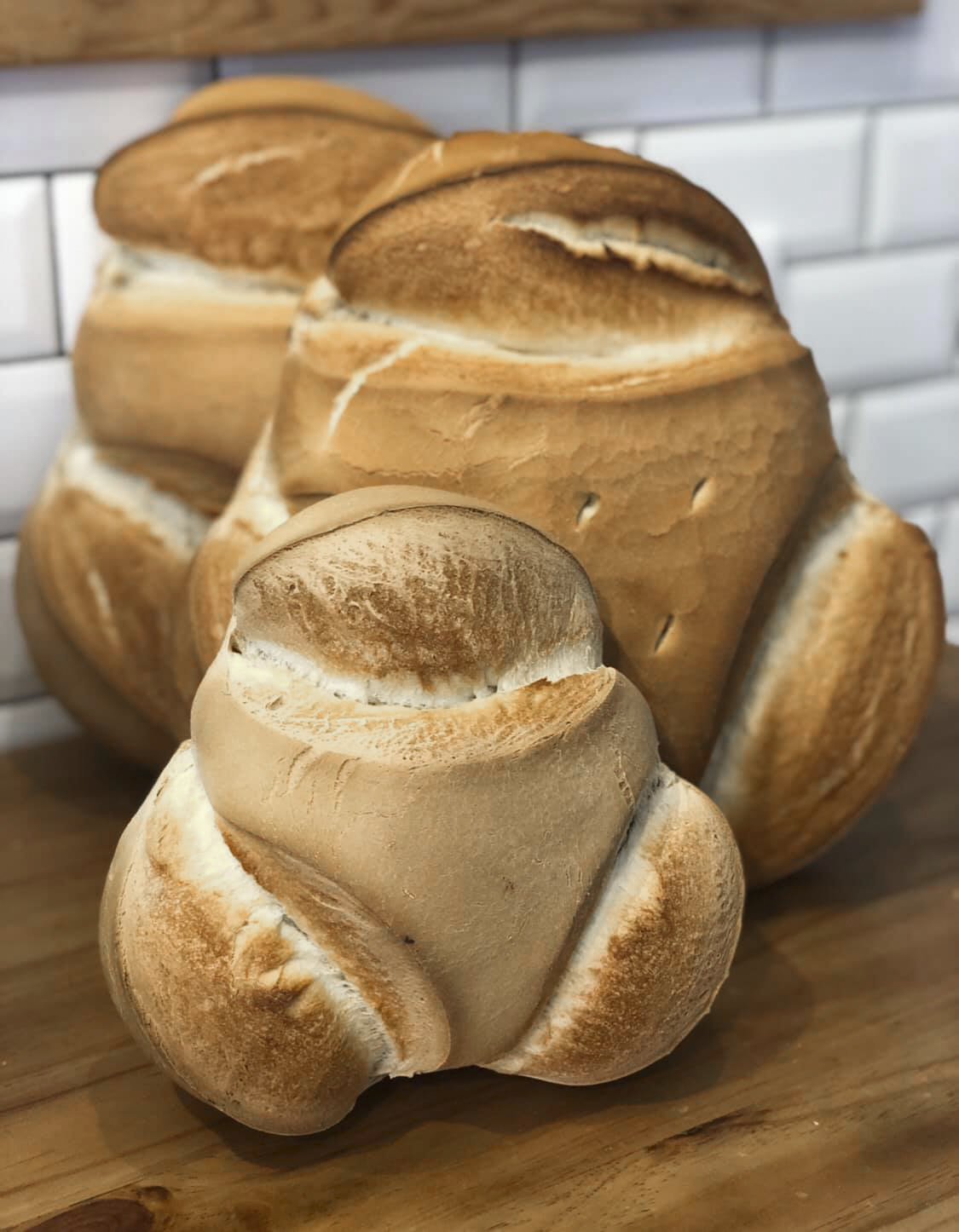
Pan sobado de 3 picos, pan de la Mota.

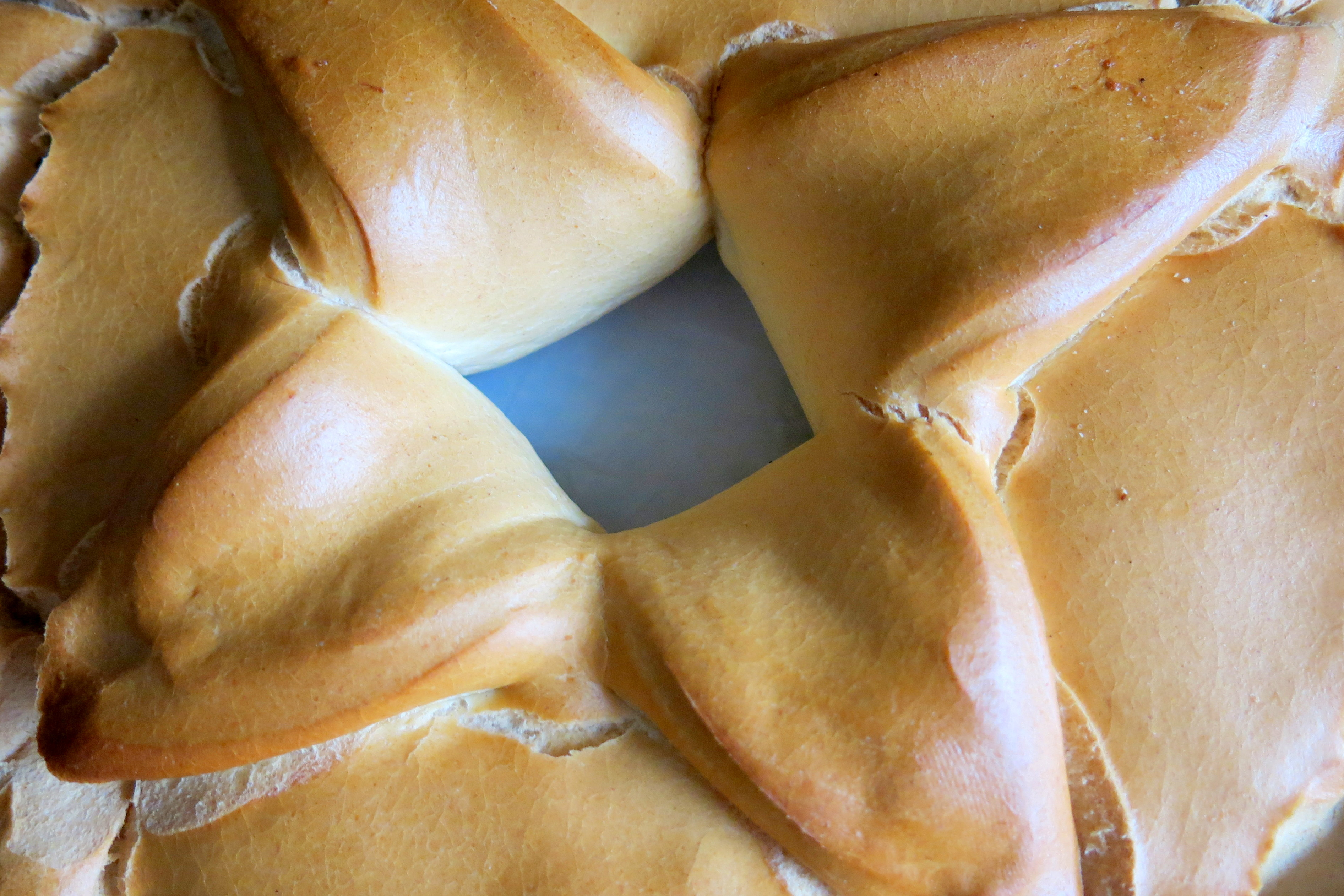
Pan candeal de Sacramenia, Segovia

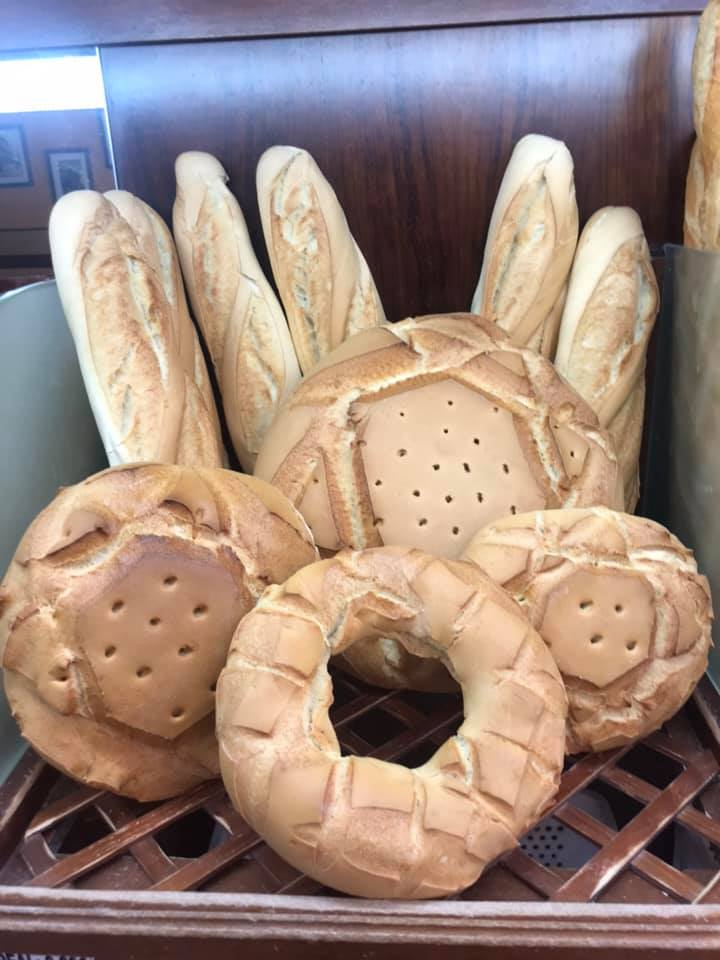
Candeales andaluces

- Fabiola, barra originaria de Palencia
- Lechuguino, uno de los panes icónicos de Valladolid, así como de Simancas, Burgos, Duelas, Palencia, Salamanca y Medina del Campo.
- Libreta
- Pan de canteros de Medina del Campo
- Pan de cuadros o de rombos
- Pan de curruscos o de rescaños de Salamanca
- Piña
- Rosca candeal

En Castilla-La Mancha:
- Pan de cantos
- Pan de Cruz, típica de Ciudad Real
- Pan de la Mota, tradicional de Mota del Cuervo, Cuenca
- Piña
- Rosca candeal

En Andalucía:
- Bollo sevillano
- Besaos
- Cuarterón
- Picaíto
- Telera cordobesa
- Rosca candeal

En Aragón:
- Bisalto

En Canarias:
- Pan sobado con anís

En Asturias:
- Panchón

En Portugal:
- Bica
- Regueifa
- Regeifinha
- Redondo
- Calo
- Cacete

## Pan candeal en la cultura
En el refranero español se dice:

“Pan de centeno, para su enemigo es bueno;
pan de mijo, no se lo des a tu hijo;
pan de cebada, comida de asno disimulada;
pan de panizo, fue el diablo el que lo hizo;
pan de trigo candeal o tremés, lo hizo Dios y mi pan es”
– recogido por Juan Cruz Cruz, en Dietética Medieval. La Val de Onsera, 1997, pp. 62-63.

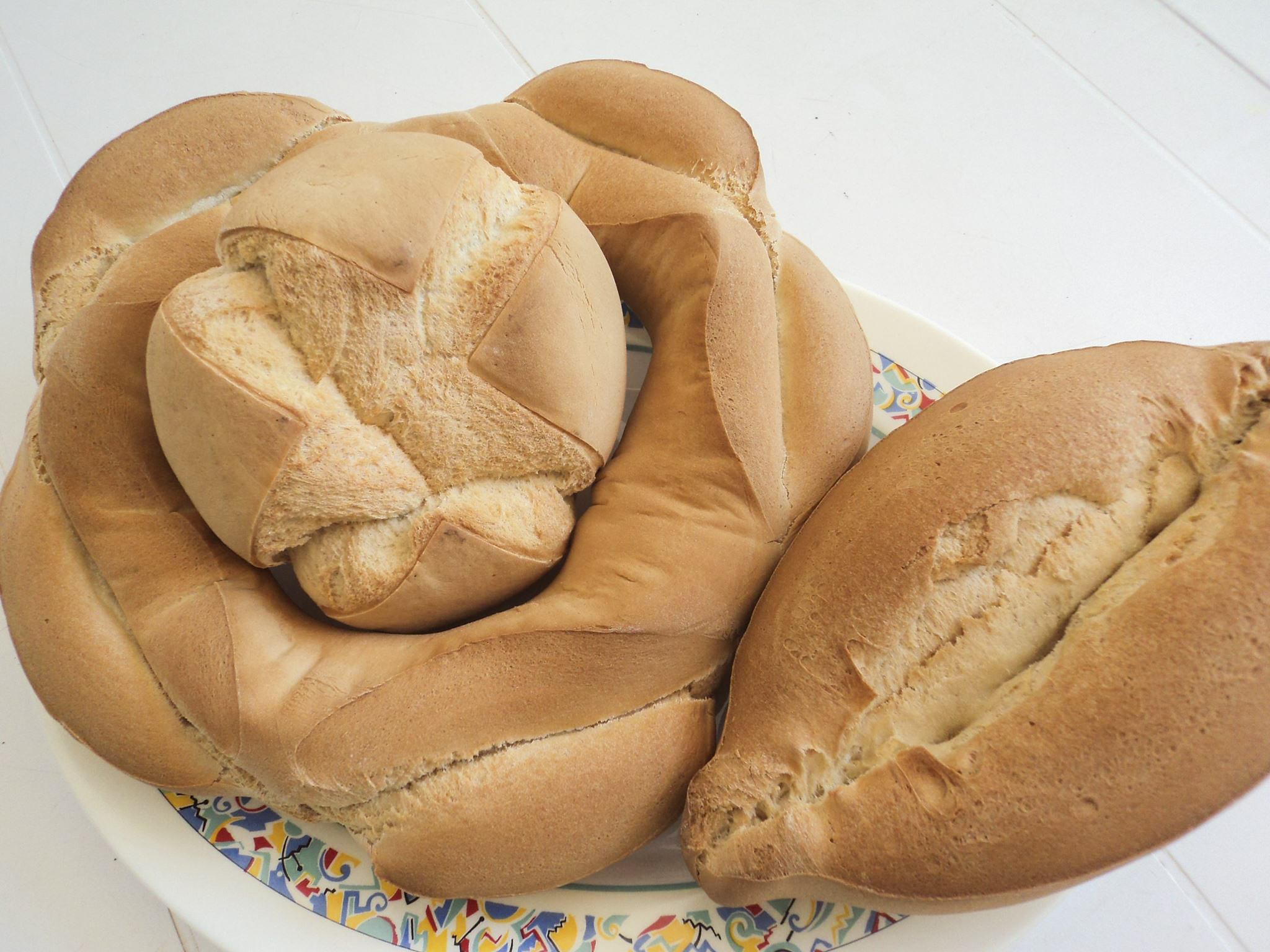
Pan de Cruz, Ciudad Real

En general, los registros, así como los refranes, tienden a ensalzar las virtudes de este pan. Por ejemplo, un refrán popular dice: «pan candeal, ¡pan celestial!». Otros son: «pan candeal, no hay otro tal», «pan candeal y vino tintillo ponen al hombre gordillo», «qué bien, qué mal, pan candeal y vino de Madrigal».
Se tiene constancia de estos tipos de panes ya desde la época imperial española. El pan de cruz aparece mencionado en el capítulo vi de la primera parte del Quijote. Además, Lope de Vega, Tirso de Molina y otros autores literarios del Siglo de Oro honraron en sus narraciones al pan candeal.

Pan de Gandul de mi vida, roscas de Utrera del cielo
Lope de Vega

## Uso culinario
- Se usa principalmente para acompañar las comidas y hacer bocadillos.
- Como es una miga de alta absorción, es ideal para mojar en guisos, sofritos, sopas y en la yema de los huevos fritos.[13]
- En Andalucía, se usan panes candeales para hacer el típico desayuno andaluz de pan regado de aceite de oliva y azúcar.
- En Córdoba, se usa la telera u otros panes candeales ya envejecidos para hacer el salmorejo.
- En Castilla el pan candeal acompaña carnes asadas tradicionales de la región, como el cordero, así como sopas contundentes.[1]
- La sopa castellana, que es una sopa de ajo, se elabora con pan candeal viejo.